# Протадий
Протадий (на латински: Protadius; † 606) е майордом на Бургундия от 604 до 606 г. по времето на бургундския карл Теодорих II (596 – 613). 
Той е фаворит на кралица Брунхилда, бабата на Теодеберт II и Теодорих II. Той е съперник на майордом Бертоалд († 604). Алеманскиият херцог Унцилин нарежда през 605 г. (или 606) на войската да убие бургундския майордом Протадий. Последван е от Клавдий
(† 608/613).